# راکوواتس (راشکا)
راکوواتس (به صربی: Rakovac) یک منطقهٔ مسکونی در صربستان است که در راشکا واقع شده‌است. راکوواتس ۲۴۰ نفر جمعیت دارد.